# 24 heures vélo de Louvain-la-Neuve
 (octobre 2011).
Si vous disposez d'ouvrages ou d'articles de référence ou si vous connaissez des sites web de qualité traitant du thème abordé ici, merci de compléter l'article en donnant les références utiles à sa vérifiabilité et en les liant à la section « Notes et références ».

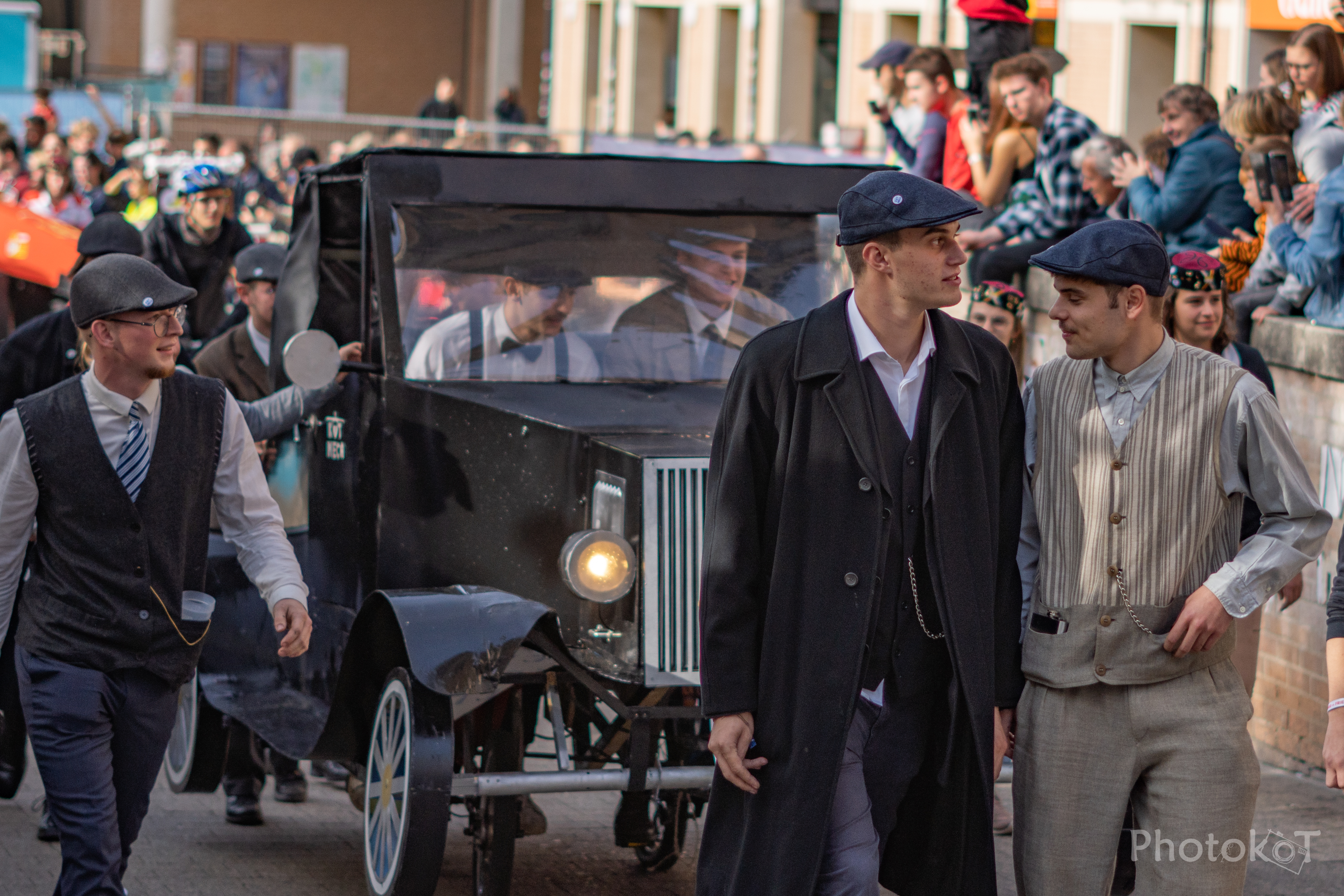
Le vélo folklorique du kot meca, 2022.

Les 24 heures vélo de Louvain-la-Neuve est une fête estudiantine belge qui se tient à Louvain-la-Neuve. Cet événement a été lancé en 1976 par des étudiants membres du kot-à-projet CSE Animations (Centre Sportif Étudiant). Au fil des ans, cette manifestation est devenue la plus importante fête estudiantine de Belgique. En effet, chaque année au mois d'octobre, près de 50 000 étudiants se retrouvent dans la ville universitaire pour ce rassemblement sportif, guindaillesque et humanitaire.
C'est un événement où on consomme énormément de bière (73 000 litres en 2012) : ce qui en ferait selon certains dires le second événement en débit de bière d'Europe après l'Oktoberfest,.

## Historique
"Walen buiten !" ... Louvain-la-Neuve accueille ses premiers étudiants lors de l'année académique 1972-1973. Chargé par les autorités de l'Université catholique de Louvain (UCL) de s'occuper de l'ensemble de l'animation sportive du site, mais également de gérer les infrastructures sportives disponibles, le Centre Sportif Etudiant, plus communément appelé CSE, est constitué de 18 étudiants. Ce kot communautaire est installé place des Paniers au Biéreau, premier quartier sorti de terre de cette ville nouvelle.
Dans le cadre de la Semaine sportive, le CSE souhaite proposer une animation phare qui mobiliserait les étudiants du site. Quatre jeunes nouveaux venus au CSE (Benoît Debatty, Hugues Michaux, Luc Dejaeger et André Gheysen) se voient attribuer la mission de trouver et d'organiser une activité dite « extraordinaire ». À la faveur d'un projet technique conçu dans le cadre d'un de leur cours, ces futurs ingénieurs pensent à la construction de tandems ainsi qu'à l'organisation d'une petite course avec ces engins. Le projet est présenté aux autorités de l'UCL et au commissaire de police, mais leur intérêt pour ce projet est faible : ils sous-estiment le potentiel de cette épreuve cycliste quelque peu particulière.
En moins d'un mois, cette course folklorique est néanmoins mise sur pied. La veille du grand jour, le CSE cherche encore des étudiants pour baliser le circuit, pour contrôler la course, régler la circulation et assurer l'animation durant la longue nuit des cyclistes. 37 équipes s'inscrivent en dernière minute, ce qui retarde le départ. Finalement, c'est le 16 novembre 1976, à 13 h 53, que naissent les « 24 Heures vélo » de Louvain-la-Neuve .
L'amusement prime sur l'esprit de compétition et les équipes des vélos folkloriques ont tendance à s'arrêter quelques minutes après leur tour, le temps de prendre un godet avant de repartir. Certains se prennent néanmoins au jeu et le cercle « Agro », le cercle des agronomes, remporte cette première édition. Bien que, par moments, l'organisation relève de l'improvisation, le succès est au rendez-vous. Pour preuve, au départ, la place des Paniers est comble, et le public s'étire tout le long du parcours pour mieux encourager (et pousser) les concurrents. Louvain-la-Neuve connaît ses premières 24 Heures vélo ; elle est soudainement plongée dans une ambiance inconnue et surprenante, à laquelle la traversée des vélos dans le hall des auditoires Sainte-Barbe donne le ton. Pour l'anecdote, la première année déjà, quelques petits malins jettent des punaises sur le circuit, provoquant une chasse à la rustine et aux chambres à air qui n'était pas prévue...
Le bilan global paraît positif. Une seule année suffit pour que l'on mesure à quel point l'idée des fondateurs enthousiasme le nouveau campus louvaniste.

## Déroulement

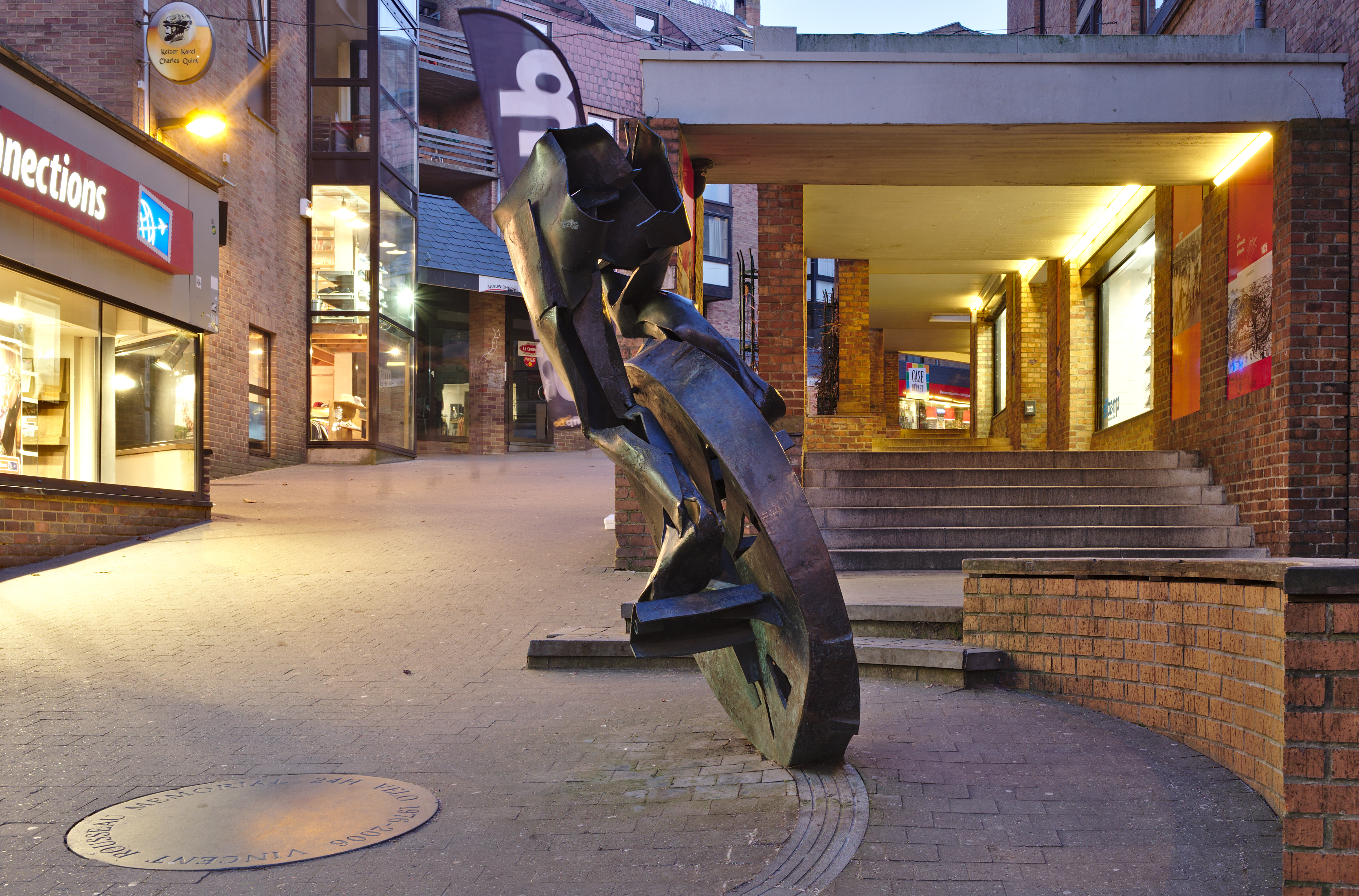
Monument du trentième anniversaire de l'événement par Vincent Rousseau à la rue de Wallons.

Les 24 heures vélo débutent le quatrième mercredi d'octobre à 13 heures pour se terminer le lendemain à la même heure. Le tracé qui sillonne les rues du site universitaire de Louvain-la-Neuve permet aux habitants et aux visiteurs de voir défiler les différents vélos.

Outre les coureurs sportifs, qui essaient de réaliser le plus grand nombre de tours du circuit en 24 heures, des vélos « humanitaires » roulent pour une association ; sur chaque bière vendue, un pourcentage est prélevé et reversé ensuite aux gagnants de cette catégorie. Enfin, un grand nombre de vélos folkloriques est également présent : il s'agit généralement de vélos « personnalisés » qui évoquent le thème proposé par l'équipe (kot-à-projet, cercle ou régionale) qui l'a construit. C'est souvent une structure posée sur plusieurs vélos.

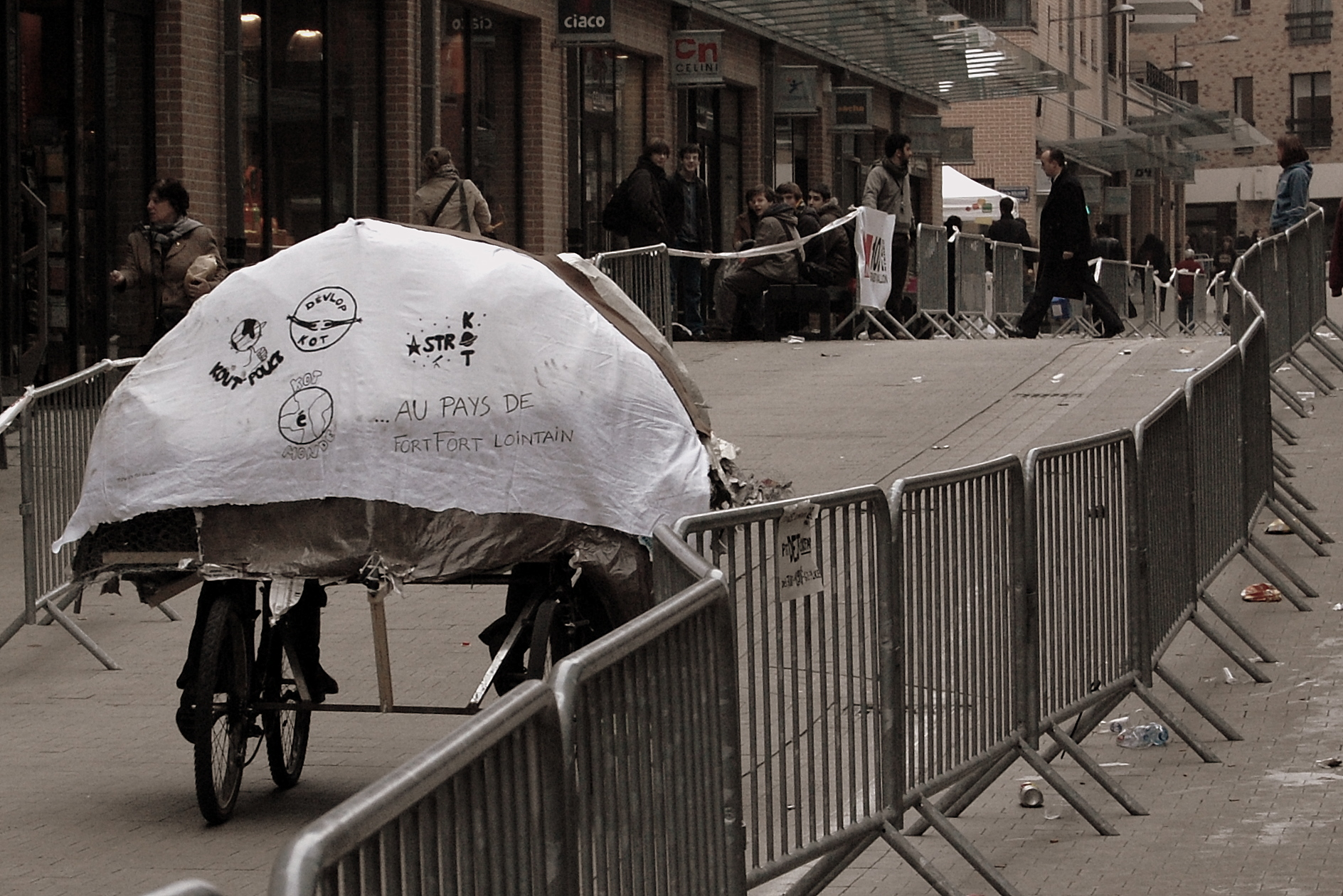
Les 24 heures vélo en 2007

Le succès rencontré lors de sa création a fait des 24 heures de Louvain-la-Neuve un évènement important, qui attire une foule d’étudiants venant d’autres universités (ULB, Saint-Louis, UNamur, ULiège, UMons, etc.), ainsi que des Écoles d'Ingénieurs Industriels (ECAM de Bruxelles, GRAMME de Liège, ISIMs de Mons, etc.). Depuis 2007, des animations particulières sont prévues le mercredi après-midi au Village des Enfants, organisées par l'Organe, collectif des kots-à-projets et le Sac de Bille, ainsi qu'au Village à Donf', organisées par le Rhétokot. Une course de 240 minutes est d'ailleurs dédiée aux élèves du secondaire.
Au-delà du concept des courses, les animations proposées deviennent, d'année en année, de meilleure qualité pour se rapprocher des prestations des professionnels. De nombreux spectacles se déroulent sur les différentes places de la ville avec, sur la plupart d'entre elles, des concerts à thème défini : rock, rap, techno, musique française. Chaque cercle possède son propre bar, de même que les régionales, et propose un large éventail de boissons : bières et sodas, mais également bières spéciales, maitrank, peket, etc. Cet évènement est avant tout organisé par les étudiants et pour les étudiants, de manière totalement gratuite et bénévole.

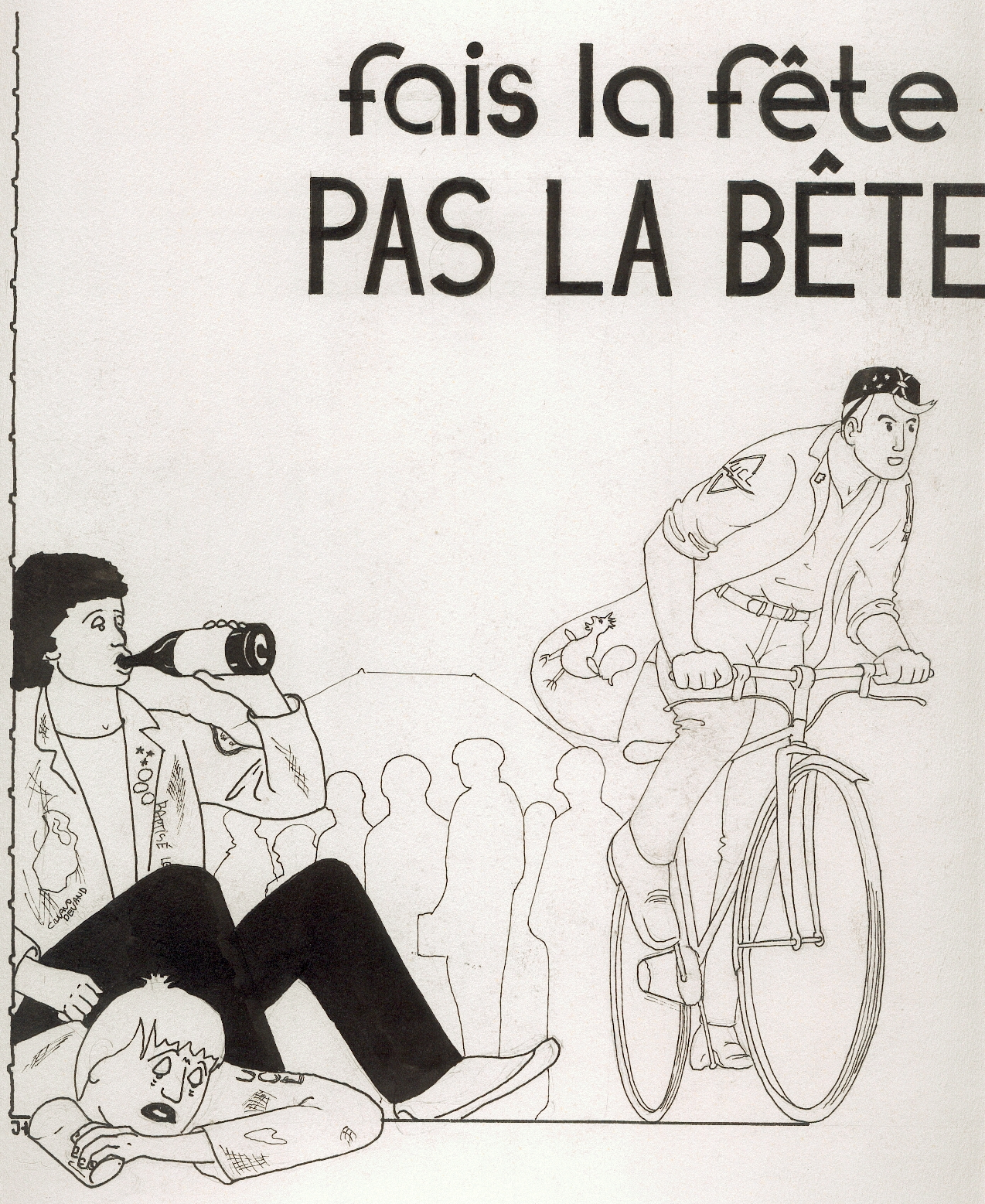
«Fais la fête, pas la bête», tel était le mot d'ordre de l'équipe de la paroisse Saint-François de Louvain-la-Neuve dans les années 1980, pour dire qu'il est possible de s'amuser aux 24 heures sans sombrer dans la beuverie.

Dans le passé, l’abus de la consommation d'alcool et d'autres substances (amenées par les participants eux-mêmes et non disponibles sur le site) a parfois engendré des drames. Le service de sécurité a été amélioré depuis les années 1980-90, et le risque de voir des évènements tragiques noircir la plus grande fête estudiantine de Belgique, qui se veut joyeuse et amicale, a été fortement réduit. Depuis la fin des années 1990, le dispositif prévention (assuré par des étudiants et Univers Santé) est mis en place afin de prévenir et de minimiser les risques d'accidents. Malgré cela, un décès a eu lieu lors de l'édition 2006, ce qui a entrainé l'arrêt de la course vers 10-11 heures, avant la fin prévue à 13 heures.
Afin de clore les 24 heures, les petits déjeuners OXFAM sont servis le jeudi matin,, pour finalement conclure, dans la matinée, par un concert où se sont produits ces dernières années des artistes renommés tels que Mes souliers sont rouges (édition 2004), Marka (chanteur) (édition 2005), Sttellla (édition 2007), le Grand Jojo (édition 2008), Manau (édition 2009), Gala (édition 2010), Allan Théo (édition 2011), James Deano (édition 2012), les Vengaboys (édition 2013), Kate Ryan  (édition 2014), Tragédie (édition 2015), Cascada (édition 2017), Colonel Reyel (édition 2018), ItaloBrothers (édition 2019), Basshunter (édition 2022), Iyaz (édition 2023) et DJ Antoine (édition 2024). En 2006, Perry Rose était programmé mais n'est pas monté sur scène.
En raison des risques d'attentats, l'édition 2016 des 24 heures a été annulée.
En raison de la pandémie de Covid-19, les éditions 2020 et 2021 sont également annulées,,. En 2022, le retour des 24h se fait de manière triomphale et le succès est à nouveau au rendez-vous.
La grande époque de la course sportive est celle des vingt premières années, avec parfois pas moins de deux cent septante équipes inscrites, dont la moitié roulait à fond, sur du matériel certes de qualité inégale. Certaines années, la course a véritablement opposé des équipes de haut niveau. Mais progressivement, et même si quelques équipes continuent à courir dans un environnement plus aseptisé, cet aspect a été remplacé par la fête au sens large, avec des concerts et d'autres animations bien encadrées. Les anciens n'y retrouvent plus nécessairement l'esprit qui a animé les pionniers.

## Concerts du jeudi midi
- 2024 : DJ Antoine
- 2023 : Iyaz
- 2022 : Basshunter
- 2021 : édition annulée[12]
- 2020 : édition annulée[10]
- 2019 : ItaloBrothers
- 2018 : Colonel Reyel
- 2017 : Cascada
- 2016 : édition annulée
- 2015 : Tragédie (groupe)
- 2014 : Kate Ryan
- 2013 : Vengaboys
- 2012 : James Deano
- 2011 : Allan Theo
- 2010 : Gala
- 2009 : Manau
- 2008 : Le Grand Jojo
- 2007 : Sttellla
- 2006 : Bernard Minet
- 2005 : Marka
- 2004 : Mes souliers sont rouges

### Manifestations similaires
- 24 heures vélo du bois de la Cambre, organisé par les scouts à Bruxelles.
- 24 heures de l'INSA de Lyon, organisé par les élèves de l'INSA de Lyon.
- Rock'n Solex, festival autour de différentes course de solex organisé par les élèves de l'INSA de Rennes
- 6 heures Cuistax de l'ULB, organisé par le Cercle Polytechnique (CP) de l'Université libre de Bruxelles.
- 6 heures Brouettes, organisé par l'Association Générale des Etudiants de Gembloux Agro-Bio Tech.